# La Tour-sur-Orb
La Tour-sur-Orb är en kommun i departementet Hérault i regionen Occitanien i södra Frankrike. Kommunen ligger i kantonen Bédarieux som tillhör arrondissementet Béziers. År 2022 hade La Tour-sur-Orb 1 346 invånare.

## Befolkningsutveckling
Antalet invånare i kommunen La Tour-sur-Orb
Referens:INSEE